# (3671) Dionysus
(3671) Dionysus (1984 KD) – planetoida z grupy Amora.

## Odkrycie
Planetoida została odkryta 27 maja 1984 roku w Obserwatorium Palomar przez amerykańskie małżeństwo astronomów Carolyn Shoemaker i Eugene’a Shoemakera.
Nazwa planetoidy pochodzi od boga wina Dionizosa z mitologii greckiej.

## Orbita
Orbita (3671) Dionysusa jest nachylona do płaszczyzny ekliptyki pod kątem 13,54°. Na jeden obieg wokół Słońca ciało to potrzebuje 3 lat i 95 dni, krążąc w średniej odległości 2,19 au od Słońca. Mimośród orbity tej planetoidy to 0,54.

## Właściwości fizyczne
Dionysus ma średnicę około 1,5–1,9 km. Jego jasność absolutna to 16,3m. Okres obrotu tej planetoidy wokół własnej osi to 2 godziny i 42 minuty. Albedo oceniane jest na 0,16.

## Satelita planetoidy
Na podstawie obserwacji zmian krzywej blasku odkryto w pobliżu tej asteroidy małego naturalnego satelitę o średnicy szacowanej na 0,3 km. Odkrycia tego dokonano w Europejskim Obserwatorium Południowym w La Silla oraz w Obserwatorium Ondrejov. Obserwacje, które dały podstawę do wysunięcia postulatu o istnieniu księżyca Dionysusa, zostały wykonane pomiędzy 30 maja a 8 czerwca 1997 roku, o odkryciu poinformowano 10 czerwca tegoż roku.
Obydwa składniki układu obiegają wspólny środek masy w czasie około 27 godziny i 43 minuty. Średnia odległość obydwu składników od siebie to około. 3,6 km.
Prowizoryczne oznaczenie księżyca to S/1997 (3671) 1.